# Эрг
Эрг (русское обозначение: эрг; международное: erg; от греч. ἔργον «работа») — единица работы и энергии в системе единиц СГС. Название единицы было предложено в 1860-х годах Комитетом по электрическим эталонам Британской ассоциации для развития науки.
1 эрг равен работе силы в 1 дин, совершаемой при перемещении точки приложения силы на расстояние 1 см в направлении действия силы.
1 эрг = 1 г·см2/с2 = 10−7 Дж (точно) = 6,24150965(16)⋅1011 эВ ≈ 0,6 ТэВ.